# 柴登榜
柴登榜（1912年—1998年），男，浙江江山人，中华人民共和国地质学家、政治人物，曾任安徽省政协副主席，安徽省科学技术协会副主席，第三届全国人大代表。